# بيرسي برات
بيرسي برات (12 يناير 1874 في الهند - 20 يوليو 1961) (بالإنجليزية: Percy Pratt)‏ هو لاعب كريكت نيوزلندي.

## وصلات خارجية
- بيرسي برات على موقع إي آس بي آن كريك إنفو (الإنجليزية)